# Мордехай Гур
Мордехай Гур (івр. מרדכי "מוטה" גור‎; 5 травня 1930, Єрусалим, Підмандатна Палестина — 16 липня 1995, Тель-Авів, Ізраїль) — ізраїльський воєначальник і державний діяч, начальник Генерального штабу армії Ізраїлю (1974—1978), міністр охорони здоров'я Ізраїлю (1984—1986).

## Біографія
Народився в Єрусалимі, в сім'ї вихідців з Російської імперії Моше і Тови Гурби. У тринадцятирічному віці приєднується до Хагани. Після війни за Незалежність служить в нахалі, але мрія служити в десантних військах призводить його в бригаду Цанханім, де він знайомиться з Арієлем Шароном. У 1955 році Мордехай Гур отримує медаль «За Відвагу» з рук Моше Даяна.
Після завершення навчання у військовому коледжі в Парижі був призначений командиром піхотної бригади «Голані». Під час Шестиденної війни бригада парашутистів під його командуванням звільняє Східну частину Єрусалима. Гур передає по рації історичні слова: «Храмова гора в наших руках! Повторюю — Храмова гора в наших руках!»
У 1969 році призначений командувачем Північного військового округу. У 1972—1973 роках є військовим аташе Ізраїлю у Вашингтоні, США. Після повернення, вдруге призначається командувачем Північного військового округу. У 1974-му, замінює Давида Елазар на посаді Начальника Генерального штабу. На цій посаді відповідав за планування і реалізацію операції «Ентеббе» з порятунку ізраїльських заручників.
Після виходу у відставку займається політикою. Обирається в Кнесет в 1981 році від партії Авода. Був міністром охорони здоров'я і міністром без портфеля. В уряді Рабина займав посаду заступника міністра оборони.
Автор кількох книг, у тому числі «Храмова гора в наших руках» (1973).
Дізнавшись, що важко хворий на рак, Мордехай Гур наклав на себе руки пострілом з особистого пістолета 16 липня 1995 року, у дворі свого будинку.